# فايز البغيلي
فايز حامد باتل البغيلي  مواليد دولة الكويت (1937)، نائب سابق في مجلس الامة الكويتي، شارك في انتخابات مجلس الأمة الكويتي عام 1981 عن الدائرة الخامسة عشر الفروانية وحصل على 359 صوت، وحصل على المركز الثاني ونجح بالانتخابات، كما شارك بانتخابات المجلس الوطني الكويتي عام 1990 ونجح بالانتخابات.

## نبذة عنه
- حاصل علي بكالوريوس علوم عسكرية.
- عمل ضابطًا في الجيش الكويتي.
- نائب رئيس مجلس محافظة الفروانية.
- رئيس الاتحاد العام لتجار الخضار والفواكهة.
- عضو مجلس البرلمان العربي الدولي لمكافحة الفساد.